# Папузинское сельское поселение
Папу́зинское се́льское поселе́ние — муниципальное образование в составе Базарносызганского района Ульяновской области. Административный центр — село Папузы.

## Состав сельского поселения
В состав поселения входят 8 населённых пунктов: 3 села, 4 деревни и 1 посёлок:
| № | Населённый пункт | Тип населённого пункта       | Население |
| - | ---------------- | ---------------------------- | --------- |
| 1 | Жуковка          | деревня                      | 40        |
| 2 | Иевлевка         | деревня                      | 63        |
| 3 | Однодворцы       | деревня                      | 4         |
| 4 | Папуз-Гора       | деревня                      | 59        |
| 5 | Папузы           | село, административный центр | 490       |
| 6 | Патрикеево       | село                         | 152       |
| 7 | Широкий          | посёлок                      | 32        |
| 8 | Юрловка          | село                         | 356       |

## Флаг Папузинского сельского поселения
Решением Совета депутатов муниципального образования Папузинское сельское поселение от 02.12.2013 года № 36, был утверждён флаг. Флаг Папузинского сельского поселения